# Studentenverbindung
Uma Studentenverbindung é um tipo de corporação estudantil comum ainda hoje na Alemanha, Áustria, Suíça e Chile, constituída por estudantes universitários, ainda a estudar, e por outros que já terminaram o curso, designados por Alte Herren (cavalheiros mais velhos, ou alumni) e Hohe Damen (Senhoras distintas) que já tenham feito parte da corporação.

## Tipos de Corporação
O termo "Studentenverbindung" engloba na língua alemã:
- as "Burschenschaften" (confrarias de amigos universitários), no Brasil é conhecida como "Bucha",
- as "Katholische Studentenverbindungen" (Uniões Católicas de Estudantes),
- as "Corps" ou "Körper(schaften)" (Corporações nacionais, religiosas ou acadêmicas),
- as "Katholische Studentenvereine" (Associações Católicas de Estudantes),
- as "Landsmannschaften" (Uniões de Membros Universitários),
- as "Damenverbindungen" (Uniões de Damas),
- as "christliche Studentenverbindungen" (Uniões de Estudantes Cristãos),
- as "Musische Studentenverbindungen" ou "Sängerschaften" (Uniões de Estudantes voltadas para Música),
- as "Akademische Turnverbindungen" (ATB) ou "Turnvereine" (Uniões Acadêmicas voltadas para Ginástica e\ou Esportes),
- as "Vereine Deutscher Studenten" (Associações de Estudantes Alemães),
- as "Turnerschaften" (Uniões voltadas para os Esportes),
- as "Ferialverbindungen" ou "Ferialis" (F!) (Uniões de estudantes de ginásio ou universitários, que se encontram em cidades que não possuem universidades),
- as "Studentische Jagdverbindungen" (Uniões de Estudantes voltadas para caça).